# El achiote y el huito (mitología de Ecuador)

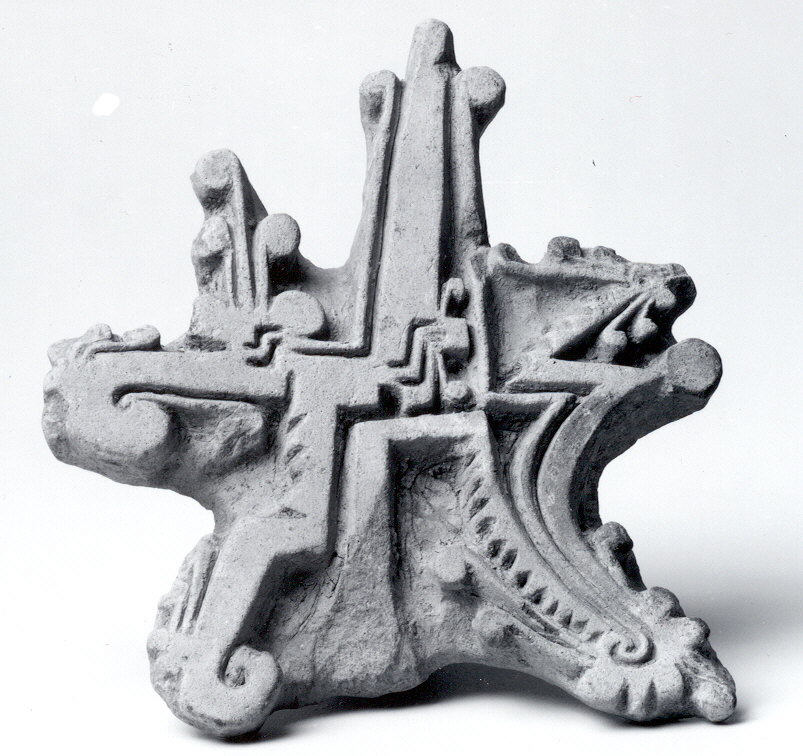
Sello manteño

El achiote y el huito hace referencia a una serie de mitos de Ecuador que se han desarrollado en la costa y en la amazonía principalmente, aunque también existe la presencia importante de simbolismo alrededor del achiote andino. En general el achiote y el huito son los árboles ancestrales o Chi-matutata en lenguas barbacoanas y representan la dialéctica entre lo masculino, el achiote, y lo femenino, el huito. El simbolismo de los colores es: el negro representa al surco femenino terrígeno o tierra que debe ser fertilizada. El rojo es el coágulo social, la semilla comunitaria. Es el fuego que se obtuvo originariamente al frotar las semillas. El negro representa la noche del sol, mientras que el achiote es el sol en su máxima expresión durante el día.

## Etimología
El achiote viene del nahuatl que significa "achiyotl": achi- 'grano, semilla'. Por otro lado, se desconoce el origen de la palabra huito. Este árbol era usado comúnmente por las tribus amazónicas en especial los uitotos que dervarían su nombre de ahí. En Ecuador era comúnmente usado por los quijos que perderían su idioma durante las misiones de Maynas y esta palabra "wituk" entraría dentro del vocabulario kichwa. Mitológicamente a ambos se los conoce como Chi-Matutatas que en lenguas barbacoanas, significa árbol (chi) y ancestros (matutatas), haciendo referencia a la sacralidad de ambos árboles, su rol en la cosmogonía y su presencia continua en muchos ritos tanto en la costa, como en la sierra y amazonía de Ecuador.

## Generalidad de su uso

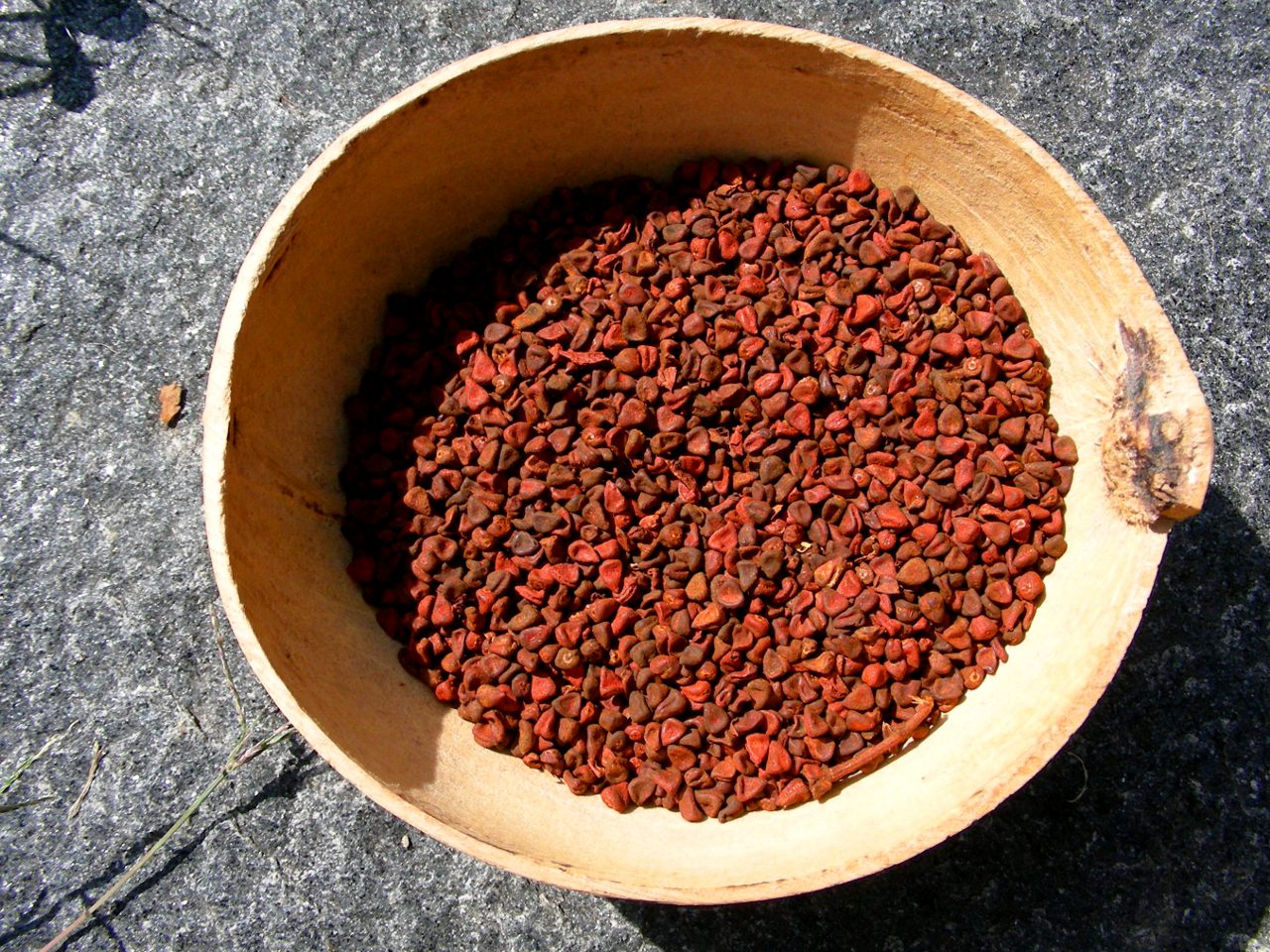
Semillas de achiote

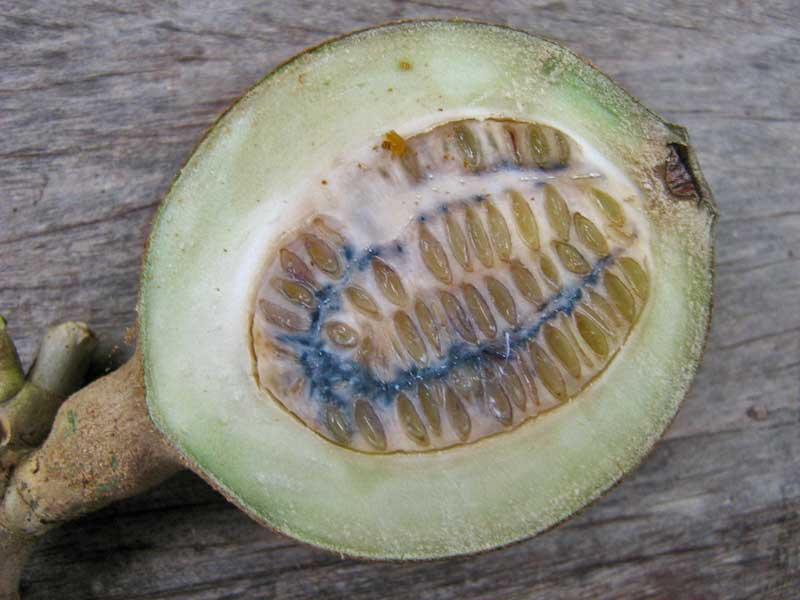
Semillas de huito

A diferencia de otras culturas prehispánicas, en los señoríos étnicos de Ecuador la desnudez era común y no tenía connotación negativa, especialmente en las culturas de la costa, Amazonía y las que se encuentran en el piedemonte de los andes. Por esta razón la decoración corporal era importante y el uso del achiote y el huito como principales pigmentos era generalizada. No eran los únicos pigmentos ya que se pudo haber usado el blanco y el amarillo de las arcillas, su uso no fue generalizado como el del negro y rojo obtenidos a través del huito y el achiote, incentivando una red de intercambio. Además estos tintes son durables y no se desescaman de inmediato. Por esta razón existe evidencia arqueológica precolombina y costumbre que llega hasta la actualidad del uso de estos pigmentos. Dentro de las culturas que lo usaban se encuentran: Chachis, Tsáchilas, Chonos, Manteños-Huancavilcas, Caranquis, Quitus, Puruhá, Cañaris, Quijos, Paltas, Shuar. En otras palabras es uno de las características principales que unifican a las culturas aborígenes de Ecuador. 
Su uso en las culturas que habitaban territorios en general tropicales con temperaturas altas y mucha radiación solar es resumido de la siguiente manera:

La pintura corporal, y sobre todo el untado de aceites, era una costumbre generalizada en la mayor parte de los pueblos de América, como refiere el padre Gumilla en su Relación sobre el Orinoco. En esta región, en el siglo xviii, se untaban con una mezcla de aceite y achiote todo el cuerpo, siendo tarea de las madres y esposas hacia sus hijos y maridos. El aceite servía como protector contra los mosquitos y los parásitos, así como para adornarse en las fiestas, ya sea para sus matrimonios, o borracheras ceremoniales, y constituía además un filtro para la piel o aislante frente a los rayos solares.
Andrés Gutiérrez - El eje del Universo

## Mitología

### Pipu y Shuquenu

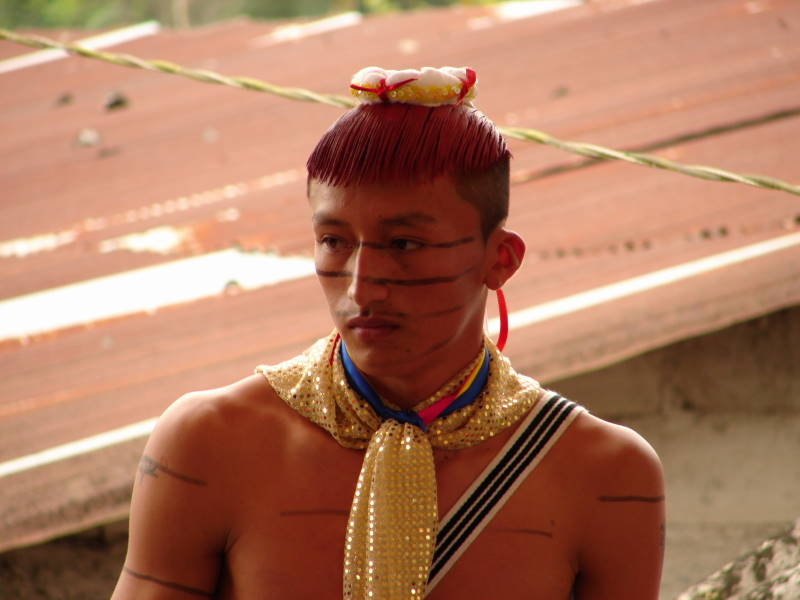
Joven tsáchila pintado su cabello con achiote

Pipu y Shuquenu es el nombre del achiote y huito respectivamente lengua tsafiki de la cultura tsáchila. El significado de shuquenu es retoñar y simboliza lo femenino y lo relacionado con la tierra. Es el color negro. Esta a su vez en contacto con palabras como shupi y shupu, usualmente interpretadas como "seno de vida". Por otro lado Pipu singifica raya, y está relacionada con palabras tsafikis como pipunu que significa rayar, piquenu que es escribir, pic puca es decir rueda o pelota (haciendo referencia a la redondez de la semilla) y pijuru que es el "resplandeciente". El achiote es una sustancia roja. Tanto el pipu como el shuquenu representan la escritura, el dibujo ideográfico, son usadas para hacer rayas o tarjas de contenido numérico, y usualmente también pinturas faciales.
En los tsachilas el salpique es la ablución que purifica, es decir en un ritual de iniciación que se llama muquica, estas plantas son usadas como ideografía corporal. Además, las semillas del achiote crecen en la cápsula, la misma que aparece reinterpretada en el peinado de varones en la forma de vivienda colorada. El uso del achiote se difundió más en la comunidad Tsáchila a partir de las infecciones de viruela que matarían a muchas personas de la comunidad ante lo cual los médicos ancestrales o poné empezarían a usarlo como medicina.
Sobre el mito del achiote tsáchila se cree que:

Existía un Tsáchila, llamado Titirí que era muy rápido corriendo por lo que estaba encargado de llevar los mensajes a toda la comunidad. Un día, en uno de sus viajes, se detuvo porque vio una planta con bellas flores y unos racimos que le llamaron la atención ya que estaban abiertos y mostraban semillas de color rubí. Esos racimos eran frutos de achiote. Tomo unos de los racimos, lo aplastó y se manchó con el color rojo. Por esto empezó a frotar sobre su barriga para limpiarse pero empezó a mancharse el cuerpo. Le gustó tanto que se pintó todo el cuerpo y su cabello.
Mito de Titirí

### Tu-mu

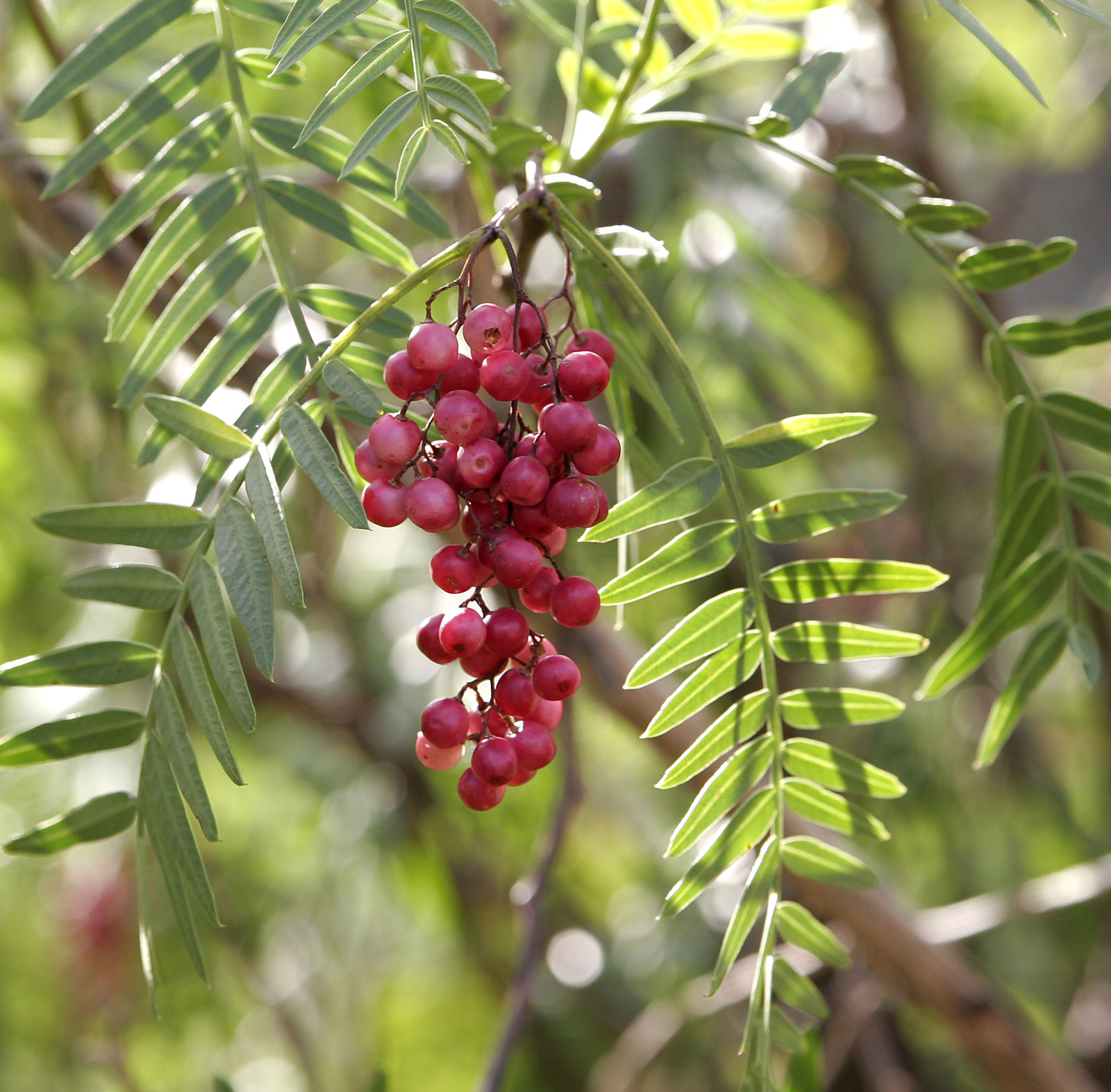
Semilla de molle o achiote andino

Es el nombre que la cultura Quitu le dio a su tierra. Significa literalmente tierra del achiote of flor de achiote. En este caso se refieren al achiote andino o semilla del molle, planta usada tanto como pigmento como también dentro de la medicina ancestral. Esta relacionada con la araña. Esta planta brota de la ceremonia llamada muunganu acto purificatorio de los niños, ablución en la que untan en su cuerpo el achiote. Se pinta por primera vez con la flor de la vida social. El mismo vegetal es semilla de vida, se transformó en substancia sacralizada usado en la momificación de cadáveres para renacer. Muñecas nativas de barros pintadas de rojo y negro de maiz y zapallo. Las segundas se conocen como huahuas de pan. Se las decora con huito y achiote se las usa en el aya caray.

### Manturu y Wituk

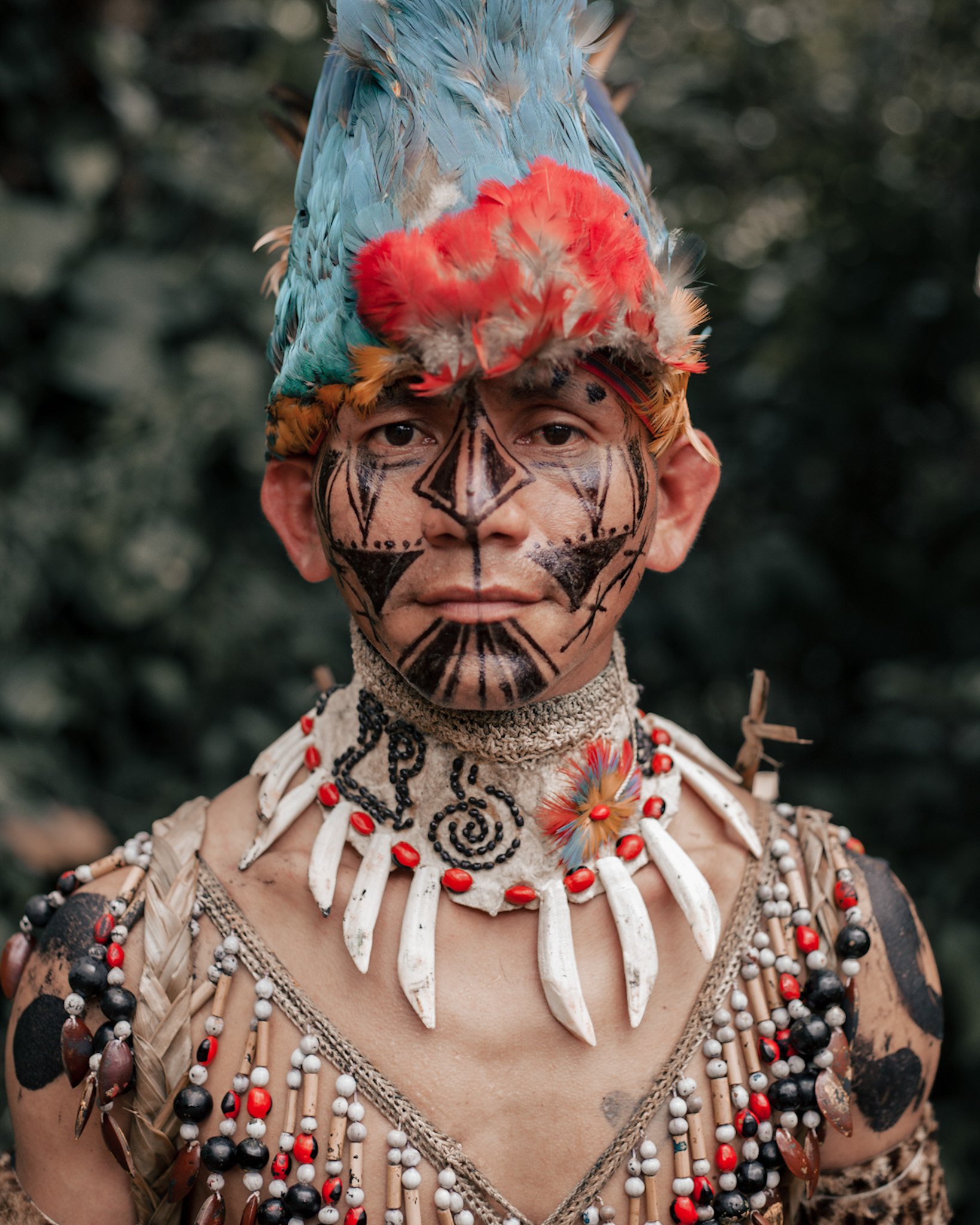
Napuruna pintado la cara

Es la historia del origen del achiote y el huito en los quichuas amazónicos. Se cree que en un lugar lejano de la selva vivía Manturu una mjer de cabello cobrizo y Wituk su amiga de cabello negro como el cielo en luna nueva. El gavilan quiso proteger su amistad y les pidió. que cuide su nido. En el camino al nido del gavilan les sorprendió un puma. El gavilan se puso celoso y el puma se convirtió en un hombre que asombró a todos y caminó a su cueva. Manturu y Wituk le siguieron dentro de la cueva para darse cuenta de que era una trampa. Las dos amigas se convirtieron en árboles para salvarse. Manturu en achiote y Wituk en huito.

### Manteños Huancavilca
Debido a la pérdida del idioma, es difícil reconstruir la mitología del pueblo Manteño-Huancavilca. Se conoce sin embargo que debido a la desnudez y el adornamiento del cuerpo es muy probable el uso del achiote para este fin. Existe evidencia arqueológica como sellos y estelas que tienen patrones y representaciones simbólicas, los sellos en particular servían para adornar el cuerpo. Además una "etapa" dentro del Cerro Hojas-Jaboncillo, principal yacimiento arqueológico de los Manteños, se llama precisamente "El Achiote". Se ha encontrado en tumbas la presencia del achiote y se conjetura que era usado en la cocina, además de su uso tradicional como tinte. De la misma forma existe evidencia a través de las excavaciones en las tumbas huancavilcas del uso domésetico del achiote, así como de su costumbre generalizada de tintura corporal. Se cree que la vestimenta era de uso ritual, mas no diario.

### Súa e Ipiak

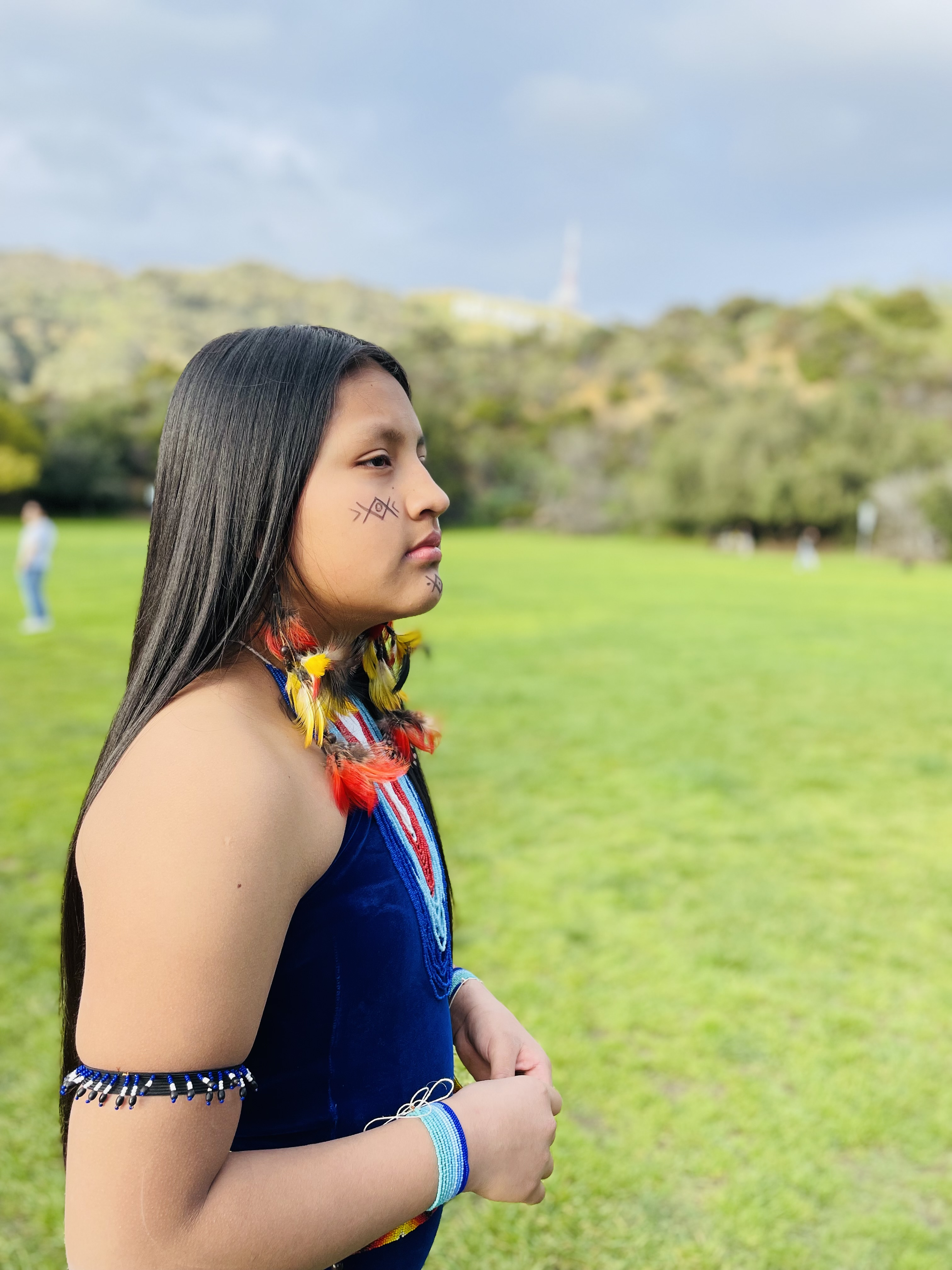
Mujer shuar pintada su cara con huito

En una de las versiones del mito shuar, Sua es una mujer e Ipiak un hombre. Estaban enamorados el uno del otro y corresponden a la alegoría de lo masculino y femenino dentro de la cosmovisión dual indígena. Sua empezó a ser pretendida por varios animales. El primero de ellos fue Nayapi el gavilán, a quien Sua no hizo caso. Después tampoco mostró interés por el loro llamado Tzuna, sin embargo durmieron juntos, producto de esto el loro quedó con cara negra hasta la actualidad. La madre de Ipiak, cansada de esta situación mató a Nayapi, el gavilán haciendo uso de una araña. Esto permitió que Ipiak se case con Súa. Una vez unidos ambos, crearon las espinas los cerros, los ríos y los llanos. Después hicieron las pinturas y crearon el negro y el colorado, tomando cada uno un color. Súa sería el negro e Ipiak el rojo. Desde entonces los shuar adornan su cuerpo con ambos colores, representando la dialéctica masculino y femenino, el don de la escritura y la armonía con la naturaleza.
Existe otra versión del mito en donde Súa e Ipiak son ambos mujeres que sufren acoso en la comunidad. Para huir de esto se convertirían en árboles. En ambos casos, los dos personajes cumplen roles complementarios y se establece un vínculo entre los seres humanos con los árboles.